# Potentilla alchemilloides
Potentilla alchemilloides es una especie perteneciente a la familia de las rosáceas, endémica de los Pirineos.

## Descripción
Es una planta herbácea perenne de porte erecto que alcanza un tamaño de 30 cm de altura. Tiene hojas palmeadas divididas en 5-7 lóbulos oblongos o lanceolados. Las flores son blancas con 5 pétalos.

## Taxonomía
Potentilla alchemilloides fue descrita por Willd. ex Schltdl. y publicado en Magazin für die Neuesten Entdeckungen in der Gesammten Naturkunde, Gesellschaft Naturforschender Freunde zu Berlin 7: 291. 1816.
Etimología
Potentílla: nombre genérico que deriva del latín postclásico potentilla, -ae de potens, -entis, potente, poderoso, que tiene poder; latín -illa, -illae, sufijo de diminutivo–. Alude a las poderosas presuntas propiedades tónicas y astringentes de esta planta.
alchemilloides: epíteto latíno que significa "parecida a Alchemilla.